# The Warlords - La battaglia dei tre guerrieri
The Warlords - La battaglia dei tre guerrieri (投名狀 in cinese) è un film del 2007 diretto da Peter Chan.
Il film, con protagonisti Jet Li, Andy Lau, Takeshi Kaneshiro e Xu Jinglei, uscito il 13 dicembre 2007 in quasi tutta l'Asia tranne il Giappone, è ambientato nella seconda metà del 1800, durante la rivolta dei Taiping nella tarda dinastia Qing, ed è incentrato sulla fratellanza di tre uomini.

## Trama
Cina, anni '60 del 1800. Durante una battaglia tra i lealisti della dinastia Qing e i ribelli di Taiping, i primi, guidati dal generale Pang Qingyun, vengono fratturati dall'abbandono del suo rivale, e i ribelli hanno dunque facile gioco per sterminarli. Rimasto l'unico sopravvissuto, Qingyun raggiunge un villaggio vicino dove gli abitanti, guidati da Cao Er-Hu e Jiang Wuyang, sono dediti al banditismo, e riesce a farsi accogliere da loro dopo aver compiuto un'incursione contro un convoglio dei ribelli. Qingyun inizia a innamorarsi di Liansheng, la moglie di Erhu, ma poco dopo un esercito lealista Qing assalta il villaggio e si prende tutto il bottino. Dato che gli abitanti sono poveri e affamati, Qingyun li convince a combattere i ribelli comandando un esercito lealista indipendente, e in seguito si guadagna la fiducia di Erhu e Wuyang tramite un patto di sangue, grazie al quale diventano fratelli.
I tre conseguono una notevole serie di vittorie contro i ribelli per conto proprio, pur mantenendosi leali ai Qing. Col passare del tempo, però, Qingyun diventa sempre più ambizioso, e si prepara ad attaccare Suzhou e Nanjing sperando in una rapida conquista; il governo, temendo sua la meteorica ascesa, gli nega tuttavia rinforzi e provviste, e dopo un anno di assedio, l'esercito di Qingyun è ridotto agli stenti. Sapendo che anche la città è rimasta affamata, Erhu tenta allora di infiltrarvisi tramite false spoglie e uccidere il comandante nemico: viene preso prigioniero, ma il comandante nemico annuncia inaspettatamente la sua resa e permette a Erhu di ucciderlo, in cambio della vita dei suoi quattromila uomini e della popolazione in città. Il vittorioso esercito di Qingyun riceve anche provviste sufficienti per dieci giorni da un comandante rivale, ma Qingyun, ritenendo quel cibo insufficiente per tutti, rinnega il contratto del comandante, e dopo un litigio con Erhu, che viene poi temporaneamente allontanato, ordina che tutti i prigionieri, sia i civili sia i soldati disarmati, siano fatti portare nel cortile del palazzo e uccidere dagli arcieri. Qingyun convince poi un disperato Erhu che quello che aveva fatto era per l'interesse del suo esercito, dato che intendeva raggiungere e conquistare Nanjing per primo.
Dopo aver in seguito preso Nanjing con facilità e ed esserne diventato il governatore, Qingyun prova in seguito a farsi amici vari membri dell'aristocrazia e della burocrazia del governo. Ma Erhu, ormai amareggiato dal corso della guerra, inizia a compiere atti poco ortodossi, come donare salari aggiuntivi senza il permesso del comandante; questo comportamento si diffonde tra altri subordinati, e Qingyun ordisce quindi di farlo assassinare, non volendo perdere la faccia. Wuyang scopre il complotto e, convinto che sia stato motivato dal suo amore per Liansheng, uccide quest'ultima, per poi tentare convincere Qingyun a revocare l'assassinio, ma è già troppo tardi ed Erhu muore per mano dei seguaci di Qingyun, maledicendo il nome di quest'ultimo. Ancora ignaro delle vere motivazioni di Qingyun, Wuyang si incarica di ucciderlo, e lo raggiunge nel giorno della sua incoronazione, ma Qingyun lo sconfigge con relativa facilità grazie alle sue abilità superiori. Tramite un flashback che arriva subito dopo, si scopre però che alcuni membri della burocrazia del governo intendevano far assassinare Qingyun, temendo la sua meteorica ascesa: difatti, un soldato del governo spara un colpo d'archibugio da un tetto e lo colpisce alle sue spalle. Capendo di essere stato tradito, l'agonizzante Qingyun permette a Wuyang di ucciderlo e di compiere il loro patto di sangue. Subito dopo, il governo si prepara a giustiziare Wuyang con l'accusa di omicidio; il film si chiude con la voce fuori campo di Wuyang stesso, che afferma:

## Accoglienza
Il film ha vinto numerosi premi nei festival del cinema a Hong Kong, in Cina, e nel resto dell'Asia e del mondo tra il 2008 e il 2009.
Sul sito Rotten Tomatoes, il film detiene un punteggio aggregato del 65% in base alle 51 recensioni.
Perry Lam di Muse ha dato al film un'accoglienza positiva, lodandolo per "aver dato luce a questi eroi ignoti".

## Riconoscimenti
- 2008 - 27th Hong Kong Film Awards
  - Miglior film
  - Miglior regista a Peter Chan
  - Miglior attore a Jet Li
  - Candidatura a Miglior attore ad Andy Lau
  - Candidatura per la miglior fotografia ad Arthur Wong
  - Candidatura per la Miglior sceneggiatura a Wenders Li
  - Candidatura per la Miglior Coreografia d'azione a Ching Siu-tung
  - Miglior regia a Yee Chung-Man, Yi Zheng-zhou e Pater Wong
  - Miglior costume e trucco a Yee Chung-Man, Jessie Dai e Lee Pik-kwan
  - Miglior sonoro a Sunit Asvinikul e Nakorn Kositpaisal
  - Migliori effetti sonori a Ng Yuen-fai
  - Miglior colonna sonora originale a Chan Kwong-wing, Peter Kam, Chatchai Pongprapaphan e Leon Ko
- 2008 - 45th Golden Horse Awards
  - Miglior film
  - Miglior regista a Peter Chan
  - Candidatura per la Miglior filmografia a Xu Lan, Chun Tin-nam, Aubrey Lam, Huang Jianxin, Jojo Hui, He Jiping, Guo Junli e James Yuen
  - Candidatura a Miglior attore a Jet Li
  - Candidatura per la Miglior fotografia ad Arthur Wong
  - Candidatura per la Miglior sceneggiatura a Wenders Li
  - Candidatura per la Miglior direzione artistica a Yee Chung-Man, Yi Zheng-zhou e Pater Wong
  - Candidatura per Migliori costumi e trucco a Yee Chung-Man, Jessie Dai e Lee Pik-kwan
  - Candidatura per la Miglior coreografia d'azione a Ching Siu-tung
  - Miglior effetti visivi a Eddy Wong, Victor Wong e Ken Law
  - Candidatura per i Migliori effetti sonori a Sunit Asvinikul e Nakorn Kositpaisal
  - Candidatura per la Miglior colonna sonora a Chan Kwong-wing, Peter Kam, Chatchai Pongprapaphan e Leon Ko
- 2008 - Asian Film Awards
  - Candidatura a Miglior film
  - Candidatura per il Miglior regista a Peter Chan
  - Candidatura a Miglior attore a Jet Li
  - Candidatura per la Miglior fotografia ad Arthur Wong
  - Candidatura per il Miglior montaggio a Wenders Li
  - Miglior effetti visivi a Ng Yuen-fai